# Nick Suzuki
Nicholas „Nick“ Suzuki (* 10. August 1999 in London, Ontario) ist ein kanadischer Eishockeyspieler, der seit September 2018 bei den Canadiens de Montréal in der National Hockey League unter Vertrag steht. Seit September 2022 führt der Center das Team als Kapitän an.

## Karriere

### Jugend
Nick Suzuki wurde in London geboren und lief dort in seiner Jugend unter anderem für die  London Jr. Knights sowie die London Nationals in regionalen Nachwuchsligen auf. Zur Saison 2015/16 wechselte er in die Ontario Hockey League (OHL), die ranghöchste Juniorenspielklasse seiner Heimatprovinz, und spielte hier fortan für die Owen Sound Attack. In deren Trikot verzeichnete der Angreifer in seinem ersten Jahr 38 Scorerpunkte und wurde daher ins First All-Rookie Team der OHL gewählt. Diese Leistungen steigerte er im Folgejahr deutlich auf 96 Punkte aus 65 Partien, sodass er im Second All-Star Team der Liga Berücksichtigung fand. Zugleich ehrte man ihn für seine sportliche Fairness mit der William Hanley Trophy sowie wenig später auch als CHL Sportsman of the Year der gesamten Canadian Hockey League. Im anschließenden NHL Entry Draft 2017 wählten ihn schließlich die Vegas Golden Knights an 13. Position aus, was ihn nach Cody Glass (Position 6) zum zweiten Pick in der Geschichte des neu gegründeten Franchise machte. Im Juli gleichen Jahres unterzeichnete der Kanadier einen Einstiegsvertrag in Vegas.
Vorerst kehrte Suzuki jedoch nach Owen Sound zurück und bestätigte mit 100 Scorerpunkten seine Statistik des Vorjahres. Nachdem er abermals mit der William Hanley Trophy geehrt wurde, gab er beim Farmteam der Golden Knights, den Chicago Wolves aus der American Hockey League (AHL), im Rahmen der Playoffs sein Profidebüt. Zur Spielzeit 2018/19 übernahm er das Amt des Mannschaftskapitäns bei den Attack, wurde jedoch im Januar 2019 innerhalb der Liga in einem mehrere Spieler und Draft-Wahlrechte umfassenden Tauschgeschäft an die Guelph Storm abgegeben. Mit den Storm gewann der Kanadier in der Folge die OHL-Playoffs um den J. Ross Robertson Cup, woran er mit 42 Punkten maßgeblichen Anteil hatte und somit den Wayne Gretzky 99 Award als wertvollsten Spieler der post-season erhielt. Außerdem wurde ihm ein drittes Mal in Folge die William Hanley Trophy zuteil. Im folgenden Memorial Cup 2019 scheiterte er mit dem Team im Halbfinale am späteren Sieger aus Rouyn-Noranda, jedoch wurde er persönlich erneut für seine faires Verhalten mit der George Parsons Trophy ausgezeichnet.

### NHL
Seine NHL-Rechte hatten die Golden Knights in der Zwischenzeit im September 2018 samt Tomáš Tatar sowie einem Zweitrunden-Wahlrecht im NHL Entry Draft 2019 an die Canadiens de Montréal abgegeben und im Gegenzug Max Pacioretty erhalten. Im Rahmen der Vorbereitung auf die Saison 2019/20 erspielte sich Suzuki schließlich einen Platz im Aufgebot der Canadiens und debütierte somit im Oktober 2019 in der National Hockey League (NHL). Seine erste NHL-Spielzeit beendete er mit 41 Punkten aus 71 Partien, sodass man ihn im NHL All-Rookie Team berücksichtigte. Im Folgejahr bestätigte er diese 41 Punkte in mit 56 deutlich weniger Partien, ehe er mit den Canadiens das Endspiel der Playoffs 2021 erreichte, dort allerdings den Tampa Bay Lightning mit 1:4 unterlag.
Im Oktober 2021 unterzeichnete der Kanadier einen neuen Achtjahresvertrag in Montréal, der ihm mit Beginn der Spielzeit 2022/23 ein durchschnittliches Jahresgehalt von ca. 7,9 Millionen US-Dollar einbringen soll. Kurz vor Beginn dieser wurde er im September 2022 zum neuen Mannschaftskapitän der Canadiens ernannt, wobei er mit 23 Jahren zum jüngsten Träger der „C“ in der Geschichte des Teams wurde. Er trat die Nachfolge von Shea Weber an, der im Juni 2022 an die Vegas Golden Knights abgegeben worden war.
Bei den Canadiens steigerte Suzuki seine persönliche Statistik in der Folge stetig, bis er in der Saison 2024/25 erstmals die Marke von über 1,0 Scorerpunkten pro Spiel erreichte, wobei ihm 89 Punkte in 82 Partien gelangen.

### International
Erste internationale Erfahrungen sammelte Suzuki im Rahmen der World U-17 Hockey Challenge 2015, bei der er mit dem Team Canada White prompt die Goldmedaille gewann. In der Altersklasse U18 nahm er im Folgejahr am Ivan Hlinka Memorial Tournament 2016 teil und belegte dort mit der kanadischen Auswahl den fünften Platz. Anschließend vertrat er die U20-Nationalmannschaft seines Heimatlandes bei der U20-Weltmeisterschaft 2019 und erreichte dort einen sechsten Rang.

## Erfolge und Auszeichnungen
| - 2015 Goldmedaille bei der World U-17 Hockey Challenge - 2016 OHL First All-Rookie Team - 2017 William Hanley Trophy - 2017 CHL Sportsman of the Year - 2017 OHL Second All-Star Team - 2018 William Hanley Trophy - 2019 J.-Ross-Robertson-Cup-Gewinn mit den Guelph Storm - 2019 Wayne Gretzky 99 Award | - 2019 William Hanley Trophy - 2019 OHL Third All-Star Team - 2019 George Parsons Trophy - 2020 NHL All-Rookie Team - 2022 Teilnahme am NHL All-Star Game - 2023 Teilnahme am NHL All-Star Game - 2024 Teilnahme am NHL All-Star Game |

## Karrierestatistik
Stand: Ende der Saison 2024/25

### International
Vertrat Kanada bei:
- World U-17 Hockey Challenge 2015
- Ivan Hlinka Memorial Tournament 2016
- U20-Weltmeisterschaft 2019

(Legende zur Spielerstatistik: Sp oder GP = absolvierte Spiele; T oder G = erzielte Tore; V oder A = erzielte Assists; Pkt oder Pts = erzielte Scorerpunkte; SM oder PIM = erhaltene Strafminuten; +/− = Plus/Minus-Bilanz; PP = erzielte Überzahltore; SH = erzielte Unterzahltore; GW = erzielte Siegtore; 1 Play-downs/Relegation; Kursiv: Statistik nicht vollständig)

## Familie
Seine Familie hat japanische Wurzeln. Sein Bruder Ryan Suzuki ist ebenfalls Eishockeyspieler und wurde im NHL Entry Draft 2019 an 28. Position von den Carolina Hurricanes ausgewählt. Darüber hinaus sind beide entfernt mit dem kanadischen Wissenschaftler und Umweltaktivisten David Suzuki verwandt.